# 1. Fußball-Club Nürnberg Verein für Leibesübungen 1967-1968
Questa voce raccoglie le informazioni riguardanti il 1. Fußball-Club Nürnberg Verein für Leibesübungen nelle competizioni ufficiali della stagione 1967-1968.

## Stagione
Assunto il comando solitario della Bundesliga alla quinta giornata, il Norimberga mantenne un'andatura regolare nel corso del campionato ottenendo risultati favorevoli negli scontri diretti, assicurandosi infine il nono titolo nazionale - nonché prima edizione della Bundesliga, con una giornata di anticipo. Il cammino del Norimberga in coppa nazionale si fermò invece ai quarti di finale, ai quali era giunto senza subire reti, e in cui subì una sconfitta in rimonta dal Bayern Monaco detentore del titolo.

## Rosa
| N. |                     | Ruolo | Calciatore         |
| -- | ------------------- | ----- | ------------------ |
|    | Germania (bandiera) | P     | Adolf Ruff         |
|    | Ungheria (bandiera) | P     | Gyula Tóth         |
|    | Germania (bandiera) | P     | Roland Wabra       |
|    | Germania (bandiera) | D     | Horst Blankenburg  |
|    | Germania (bandiera) | D     | Helmut Hilpert     |
|    | Germania (bandiera) | D     | Horst Leupold      |
|    | Germania (bandiera) | D     | Ludwig Müller      |
|    | Germania (bandiera) | D     | Fritz Popp         |
|    | Germania (bandiera) | D     | Ewald Schäffner    |
|    | Germania (bandiera) | D     | Ferdinand Wenauer  |
|    | Germania (bandiera) | C     | Karl-Heinz Ferschl |

| N. |                     | Ruolo | Calciatore         |
| -- | ------------------- | ----- | ------------------ |
|    | Germania (bandiera) | C     | Franz Zimmert      |
|    | Germania (bandiera) | A     | Claus-Jürgen Braun |
|    | Germania (bandiera) | A     | Franz Brungs       |
|    | Serbia (bandiera)   | A     | Zvezdan Čebinac    |
|    | Germania (bandiera) | A     | Manfred Ebenhöh    |
|    | Germania (bandiera) | A     | Heinz Müller       |
|    | Germania (bandiera) | A     | Hubert Schöll      |
|    | Austria (bandiera)  | A     | August Starek      |
|    | Germania (bandiera) | A     | Heinz Strehl       |
|    | Germania (bandiera) | A     | Wulf-Ingo Usbeck   |
|    | Germania (bandiera) | A     | Georg Volkert      |

## Maglie
| Casa | Trasferta |

## Organigramma societario
Area tecnica
- Allenatore: Max Merkel
- Allenatore in seconda:
- Preparatore dei portieri:
- Preparatori atletici:

## Calciomercato

### Sessione estiva
| Acquisti | Acquisti           | Acquisti     | Acquisti |
| R.       | Nome               | da           | Modalità |
| -------- | ------------------ | ------------ | -------- |
| A        | Claus-Jürgen Braun | Erkenschwick |          |
| A        | Zvezdan Čebinac    | PSV          |          |
| A        | August Starek      | Rapid Vienna |          |

| Cessioni | Cessioni            | Cessioni         | Cessioni |
| R.       | Nome                | a                | Modalità |
| -------- | ------------------- | ---------------- | -------- |
| A        | Reinhold Adelmann   | Hertha Berlino   |          |
| A        | Gustav Flachenecker | Greuther Fürth   |          |
| A        | Manfred Greif       | Hertha Berlino   |          |
| D        | Edwin Preißler      | Waldhof Mannheim |          |
| C        | Stefan Reisch       | Neuchâtel Xamax  |          |
| A        | Herbert Renner      | San Gallo        |          |
| P        | Horst-Dieter Strich | Bayern Hof       |          |
| A        | Wulf-Ingo Usbeck    | Grazer AK        |          |
| C        | Tasso Wild          | Hertha Berlino   |          |

## Risultati

### Bundesliga

#### Girone di andata
| Arbitro: | Ott |

|                 |           |  |
| Strehl 30’, 32’ | Marcatori |  |

| Arbitro: | Eschweiler |

|                      |           |                       |
| Linsenmaier 44’, 86’ | Marcatori | 73’ Strehl 90’ Müller |

| Arbitro: | Siepe |

|                                       |           |  |
| Brungs 8’, 74’ Starek 35’ Čebinac 81’ | Marcatori |  |

| Arbitro: | Deuschel |

|          |           |                       |
| Lotz 23’ | Marcatori | 45’ Strehl 88’ Brungs |

| Arbitro: | Fritz |

|             |           |  |
| Ferschl 70’ | Marcatori |  |

| Arbitro: | Malka |

|  |           |                           |
|  | Marcatori | 7’ Strehl 30’, 88’ Brungs |

| Arbitro: | Sturm |

|            |           |            |
| Strehl 58’ | Marcatori | 63’ Bründl |

| Gelsenkirchen 30 settembre 1967, ore 15:30 CET 8ª giornata | Schalke 04 | 0 – 0 referto | Norimberga | Glückauf-Kampfbahn (25 000 spett.)\| Arbitro: \| Redelfs \| |
| Arbitro:                                                   | Redelfs    |               |            |                                                             |

| Arbitro: | Ott |

|                                              |           |                    |
| Strehl 19’, 30’ Volkert 57’, 67’ Ferschl 80’ | Marcatori | 60’ (rig.) Sieloff |

| Arbitro: | Radermacher |

|  |           |                                                       |
|  | Marcatori | 55’ Ferschl 60’ (aut.) Schmidt 63’ Brungs 64’ Volkert |

| Arbitro: | Thier |

|                                       |           |                   |
| Strehl 4’ Ferschl 13’ Brungs 25’, 58’ | Marcatori | 85’ Klimaschefski |

| Arbitro: | Ohmsen |

|                                       |           |                                  |
| Flohe 43’ Rühl 63’ Overath 72’ (rig.) | Marcatori | 9’ Strehl 54’ Brungs 74’ Leupold |

| Arbitro: | Fritz |

|                     |           |  |
| Wild 63’ Pavlić 89’ | Marcatori |  |

| Arbitro: | Deuschel |

|                                |           |             |
| Brungs 2’, 31’, 38’ Strehl 54’ | Marcatori | 50’ Glenski |

| Arbitro: | Niemeyer |

|             |           |            |
| Poulsen 55’ | Marcatori | 66’ Starek |

| Arbitro: | Malka |

|                                                       |           |                                |
| Strehl 26’ Volkert 27’ Brungs 37’, 51’, 57’, 62’, 74’ | Marcatori | 72’ Müller 77’, 89’ Brenninger |

| Arbitro: | Sturm |

|          |           |                        |
| Held 74’ | Marcatori | 47’ Brungs 55’ Čebinac |

#### Girone di ritorno
| Arbitro: | Weyland |

|            |           |             |
| Müller 67’ | Marcatori | 83’ Volkert |

| Arbitro: | Basedow |

|                            |           |  |
| Brungs 50’, 89’ Müller 64’ | Marcatori |  |

| Arbitro: | Schmidt |

|                                |           |             |
| Schulz 7’ Hönig 17’ Krämer 69’ | Marcatori | 51’ Volkert |

| Arbitro: | Regely |

|  |           |                      |
|  | Marcatori | 22’ Solz 57’ Huberts |

| Arbitro: | Spinnler |

|            |           |            |
| Laumen 79’ | Marcatori | 21’ Brungs |

| Arbitro: | Deuschel |

|                              |           |          |
| Čebinac 51’ Volkert 77’, 79’ | Marcatori | 40’ Maas |

| Arbitro: | Seekamp |

|                    |           |                       |
| Grosser 82’ (rig.) | Marcatori | 44’ Starek 77’ Strehl |

| Arbitro: | Schulz |

|                       |           |                                   |
| Strehl 17’ Starek 28’ | Marcatori | 27’ Pohlschmidt 43’, 82’ Wittkamp |

| Arbitro: | Schulenburg |

|            |           |                   |
| Larsson 4’ | Marcatori | 27’ (rig.) Strehl |

| Norimberga 23 marzo 1968, ore 15:30 CET 27ª giornata | Norimberga | 0 – 0 referto | Werder Brema | Städtisches Stadion (25 000 spett.)\| Arbitro: \| Fritz \| |
| Arbitro:                                             | Fritz      |               |              |                                                            |

| Arbitro: | Radermacher |

|               |           |  |
| Kentschke 25’ | Marcatori |  |

| Arbitro: | Herden |

|                        |           |          |
| Volkert 30’ Starek 47’ | Marcatori | 50’ Rühl |

| Arbitro: | Biwersi |

|                                                |           |               |
| van Haaren 2’ (aut.) Strehl 7’ Brungs 14’, 32’ | Marcatori | 82’ Heidemann |

| Arbitro: | Regely |

|                               |           |  |
| Krott 34’ Hoffmann 39’ (rig.) | Marcatori |  |

| Arbitro: | Linn |

|                              |           |                  |
| Brungs 41’ Laszig 71’ (aut.) | Marcatori | 57’ Siemensmeyer |

| Arbitro: | Ott |

|  |           |                       |
|  | Marcatori | 29’ Brungs 39’ Strehl |

| Arbitro: | Deuschel |

|                       |           |              |
| Müller 20’ Strehl 56’ | Marcatori | 17’ Emmerich |

### Coppa di Germania
| Arbitro: | Redelfs |

|  |           |                      |
|  | Marcatori | 3’ Strehl 83’ Starek |

| Arbitro: | Horstmann |

|                                        |           |  |
| Müller 18’ Volkert 35’ Strehl 58’, 69’ | Marcatori |  |

| Arbitro: | Thier |

|                          |           |           |
| Ohlhauser 20’ Müller 33’ | Marcatori | 2’ Brungs |

## Statistiche

### Statistiche di squadra
| Competizione      | Punti | In casa | In casa | In casa | In casa | In casa | In casa | In trasferta | In trasferta | In trasferta | In trasferta | In trasferta | In trasferta | Totale | Totale | Totale | Totale | Totale | Totale | DR  |
| Competizione      | Punti | G       | V       | N       | P       | Gf      | Gs      | G            | V            | N            | P            | Gf           | Gs           | G      | V      | N      | P      | Gf     | Gs     | DR  |
| ----------------- | ----- | ------- | ------- | ------- | ------- | ------- | ------- | ------------ | ------------ | ------------ | ------------ | ------------ | ------------ | ------ | ------ | ------ | ------ | ------ | ------ | --- |
| Bundesliga        | 47    | 17      | 13      | 2       | 2       | 46      | 17      | 17           | 6            | 7            | 4            | 25           | 20           | 34     | 19     | 9      | 6      | 71     | 37     | +34 |
| Coppa di Germania | -     | 1       | 1       | 0       | 0       | 4       | 0       | 2            | 1            | 0            | 1            | 3            | 2            | 3      | 2      | 0      | 1      | 7      | 2      | +5  |
| Totale            | 47    | 18      | 14      | 2       | 2       | 50      | 17      | 19           | 7            | 7            | 5            | 28           | 22           | 37     | 21     | 9      | 7      | 78     | 39     | +39 |

### Andamento in campionato
| Giornata  | 1 | 2 | 3 | 4 | 5 | 6 | 7 | 8 | 9 | 10 | 11 | 12 | 13 | 14 | 15 | 16 | 17 | 18 | 19 | 20 | 21 | 22 | 23 | 24 | 25 | 26 | 27 | 28 | 29 | 30 | 31 | 32 | 33 | 34 |
| --------- | - | - | - | - | - | - | - | - | - | -- | -- | -- | -- | -- | -- | -- | -- | -- | -- | -- | -- | -- | -- | -- | -- | -- | -- | -- | -- | -- | -- | -- | -- | -- |
| Luogo     | C | T | C | T | C | T | C | T | C | T  | C  | T  | T  | C  | T  | C  | T  | T  | C  | T  | C  | T  | C  | T  | C  | T  | C  | T  | C  | C  | T  | C  | T  | C  |
| Risultato | V | N | V | V | V | V | N | N | V | V  | V  | N  | P  | V  | N  | V  | V  | N  | V  | P  | P  | N  | V  | V  | P  | N  | N  | P  | V  | V  | P  | V  | V  | V  |
| Posizione | 5 | 4 | 1 | 2 | 1 | 1 | 1 | 1 | 1 | 1  | 1  | 1  | 1  | 1  | 1  | 1  | 1  | 1  | 1  | 1  | 1  | 1  | 1  | 1  | 1  | 1  | 1  | 1  | 1  | 1  | 1  | 1  | 1  | 1  |

Legenda:

Luogo: C = Casa; T = Trasferta. Risultato: V = Vittoria; N = Pareggio; P = Sconfitta.

### Statistiche dei giocatori
| Giocatore      | Bundesliga | Bundesliga | Bundesliga  | Bundesliga | Coppa di Germania | Coppa di Germania | Coppa di Germania | Coppa di Germania | Totale   | Totale | Totale      | Totale     |
| Giocatore      | Presenze   | Reti       | Ammonizioni | Espulsioni | Presenze          | Reti              | Ammonizioni       | Espulsioni        | Presenze | Reti   | Ammonizioni | Espulsioni |
| -------------- | ---------- | ---------- | ----------- | ---------- | ----------------- | ----------------- | ----------------- | ----------------- | -------- | ------ | ----------- | ---------- |
| H. Blankenburg | 0          | 0          | 0           | 0          | 1                 | 0                 | 0                 | 0                 | 1        | 0      | 0           | 0          |
| C. Braun       | 0          | 0          | 0           | 0          | 0                 | 0                 | 0                 | 0                 | 0        | 0      | 0           | 0          |
| F. Brungs      | 34         | 25         | 0           | 0          | 3                 | 1                 | 0                 | 0                 | 37       | 26     | 0           | 0          |
| M. Ebenhöh     | 0          | 0          | 0           | 0          | 0                 | 0                 | 0                 | 0                 | 0        | 0      | 0           | 0          |
| K. Ferschl     | 32         | 4          | 0           | 0          | 2                 | 0                 | 0                 | 0                 | 34       | 4      | 0           | 0          |
| H. Hilpert     | 4          | 0          | 0           | 0          | 1                 | 0                 | 0                 | 0                 | 5        | 0      | 0           | 0          |
| H. Leupold     | 34         | 1          | 0           | 0          | 3                 | 0                 | 0                 | 0                 | 37       | 1      | 0           | 0          |
| H. Müller      | 29         | 2          | 0           | 0          | 3                 | 1                 | 0                 | 0                 | 32       | 3      | 0           | 0          |
| L. Müller      | 33         | 1          | 0           | 0          | 3                 | 0                 | 0                 | 0                 | 36       | 1      | 0           | 0          |
| F. Popp        | 32         | 0          | 0           | 0          | 3                 | 0                 | 0                 | 0                 | 35       | 0      | 0           | 0          |
| A. Ruff        | 0          | 0          | 0           | 0          | 0                 | 0                 | 0                 | 0                 | 0        | 0      | 0           | 0          |
| E. Schäffner   | 0          | 0          | 0           | 0          | 0                 | 0                 | 0                 | 0                 | 0        | 0      | 0           | 0          |
| H. Schöll      | 3          | 0          | 0           | 1          | 0                 | 0                 | 0                 | 0                 | 3        | 0      | 0           | 1          |
| A. Starek      | 24         | 5          | 0           | 0          | 1                 | 1                 | 0                 | 0                 | 25       | 6      | 0           | 0          |
| H. Strehl      | 33         | 18         | 0           | 0          | 3                 | 3                 | 0                 | 0                 | 36       | 21     | 0           | 0          |
| G. Tóth        | 1          | 0          | 0           | 0          | 1                 | 0                 | 0                 | 0                 | 2        | 0      | 0           | 0          |
| W. Usbeck      | 0          | 0          | 0           | 0          | 0                 | 0                 | 0                 | 0                 | 0        | 0      | 0           | 0          |
| G. Volkert     | 33         | 9          | 0           | 0          | 3                 | 1                 | 0                 | 0                 | 36       | 10     | 0           | 0          |
| R. Wabra       | 34         | 0          | 0           | 0          | 2                 | 0                 | 0                 | 0                 | 36       | 0      | 0           | 0          |
| F. Wenauer     | 34         | 0          | 0           | 0          | 3                 | 0                 | 0                 | 0                 | 37       | 0      | 0           | 0          |
| F. Zimmert     | 0          | 0          | 0           | 0          | 0                 | 0                 | 0                 | 0                 | 0        | 0      | 0           | 0          |
| Z. Čebinac     | 33         | 3          | 0           | 0          | 2                 | 0                 | 0                 | 0                 | 35       | 3      | 0           | 0          |